# Powodowo (przystanek kolejowy)
Powodowo – przystanek kolejowy we wsi Powodowo, w województwie wielkopolskim, w Polsce.